# Kirche der heiligen Olga (Františkovy Lázně)

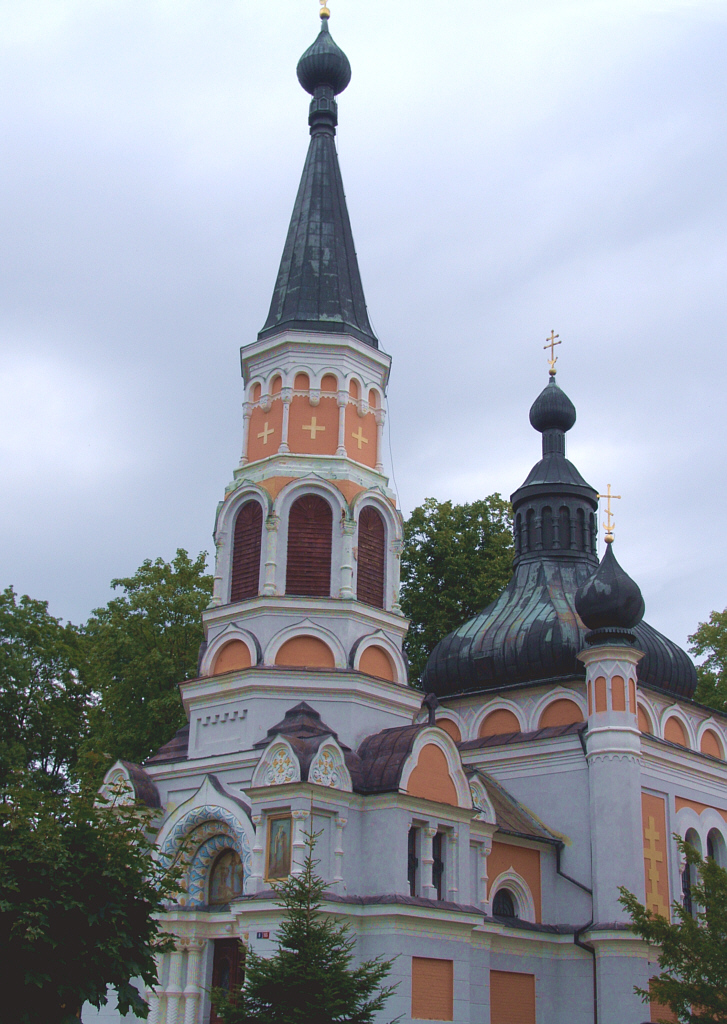

Die Kirche der heiligen Olga in Františkovy Lázně (dt. Franzensbad) wurde von 1881 bis 1889 unter der Leitung des Architekten Gustav Wiedermann im neobyzantinischen Stil erbaut und ist der heiligen Olga von Kiew geweiht. 1992 wurde sie zum Kulturdenkmal erklärt. Die Kirchengemeinde gehört der Orthodoxen Kirche der Tschechischen Länder und der Slowakei an.
Im Jahr 2022 wird die Kirche renoviert.